# Fusigobius pallidus
Fusigobius pallidus es una especie de peces de la familia de los Gobiidae en el orden de los Perciformes.

## Morfología
Los machos pueden llegar a alcanzar los 6,5 cm de longitud total y las hembras 5.42.

## Hábitat
Es un pez de Mar, de clima tropical y demersal que vive entre 10-48 m de profundidad.

## Distribución geográfica
Se encuentran en Indonesia las Maldivas, las Filipinas, Tanzania y Tailandia.

## Observaciones
Es inofensivo para los humanos.